# (467251) 2016 EV172
(467251) 2016 EV172 es un asteroide perteneciente al cinturón de asteroides, descubierto el 20 de junio de 2006 por el equipo Spacewatch desde el Observatorio Nacional de Kitt Peak (Arizona, Estados Unidos).